# جک مارشمن
جک مارشمن (انگلیسی: Jack Marshman؛ زادهٔ ۱۹ دسامبر ۱۹۸۹) ورزشکار هنرهای رزمی ترکیبی ولز است. وی از سال ۲۰۱۰ میلادی تاکنون مشغول فعالیت بوده‌است.